# Will Middlebrooks
William Scott Middlebrooks (ur. 9 września 1988) – amerykański baseballista, który występował na pozycji trzeciobazowego.

## Przebieg kariery
Middlebrooks studiował na Texas A&M University, gdzie w latach 2006–2007 grał w drużynie uniwersyteckiej Texas A&M Aggies. W 2007 został wybrany w piątej rundzie draftu przez Boston Red Sox i początkowo występował w klubach farmerskich tego zespołu, między innymi w Pawtucket Red Sox, reprezentującym poziom Triple-A. W Major League Baseball zadebiutował 2 maja 2012 w meczu przeciwko Oakland Athletics, w którym zaliczył dwa uderzenia, w tym double.
6 maja 2012 w spotkaniu z Baltimore Orioles zdobył pierwszego w karierze home runa, będącego jednocześnie grand slamem. 7 kwietnia 2013 w wygranym przez Red Sox 13–0 meczu z Toronto Blue Jays zdobył trzy home runy. W tym samym roku wystąpił w trzecim meczu World Series, w których Red Sox pokonali St. Louis Cardinals 4–2; w drugiej połowie dziewiątej zmiany podciął przy trzeciej bazie próbującego zdobyć zwycięskiego runa Allena Craiga, zaś sędziowie ocenili to jako celowe zagranie (ang. obstruction call) i przyznali punkt drużynie Cardinals.
W grudniu 2014 przeszedł do San Diego Padres za łapacza Ryana Hanigana. Rok później podpisał niegwarantowany kontrakt z Milwaukee Brewers. Sezon 2016 rozpoczął od występów w Colorado Springs Sky Sox (Triple-A), w którym rozegrał 68 meczów, uzyskując średnią 0,282. 4 lipca 2016 został powołany do składu Milwaukee Brewers.
W listopadzie 2016 został zawodnikiem Texas Rangers, zaś w styczniu 2018 Philadelphia Phillies.

## Nagrody i wyróżnienia
| Nagroda/wyróżnienie      | Lata | Źródło |
| Zwycięzca w World Series | 2013 | [ 8 ]  |